# Alfa-2B adrenergički receptor
Alfa-2B adrenergički receptor (α2B adrenoceptor) je G-protein spregnuti receptor. On je tip adrenergičke receptorske familije. Humani gen koji kodira ovaj receptor ima simbol .
ADRA2B ortolozi su identifikovani kod nekoliko sisara.

## Receptor
Postoje tri visoko homologna tipa alfa-2-adrenergičkog receptora: alfa2A, alfa2B, i alfa2C. Ti receptori učestvuju u regulaciji otpuštanja neurotransmitera iz simpatičkih nerva i iz adrenergičkih neurona centralnog nervnog sistema.

## Gen
Ovaj gen kodira alfa2B tip receptora. On se vezuje za eIF-2B, faktor razmene guanin nukleotida koji učestvuje u regulaciji translacije. Za polimorfnu varijantu alfa2B tip, kojoj nedostaju 3 glutaminske kiseline iz elementa ponavljanja glutaminskih kiselina, je ustanoljeno da ima umanjenu GPCR kinazama-posredovanu fosforilaciju i desenzitizaciju. Ova polimorfna forma je isto tako povezana sa umanjenom bazalnim metabolizmom kod gojaznih osoba i moguće je da doprinosi patogenezi gojaznosti. Ovaj gen ne sadrži introne.

## Selektivni ligandi

### Antagonisti
- Imiloksan
- Johimbin

## Literatura
1. 1 2  „Entrez Gene: ADRA2B adrenergic, alpha-2B-, receptor”.
2. ↑  „OrthoMaM phylogenetic marker: ADRA2B coding sequence”.[мртва веза]

## Dodatna literatura
- JW, Lomasney; Lorenz W; Allen LF (1990). „Expansion of the alpha 2-adrenergic receptor family: cloning and characterization of a human alpha 2-adrenergic receptor subtype, the gene for which is located on chromosome 2.”. Proc. Natl. Acad. Sci. U.S.A. 87 (13): 5094—8. PMC 54268 . PMID 2164221. doi:10.1073/pnas.87.13.5094.
- McClue SJ, Milligan G (1990). „The alpha 2B adrenergic receptor of undifferentiated neuroblastoma x glioma hybrid NG108-15 cells, interacts directly with the guanine nucleotide binding protein, Gi2.”. FEBS Lett. 269 (2): 430—4. PMID 2169434. doi:10.1016/0014-5793(90)81209-7.
- RL, Weinshank; Zgombick JM; Macchi M (1990). „Cloning, expression, and pharmacological characterization of a human alpha 2B-adrenergic receptor.”. Mol. Pharmacol. 38 (5): 681—8. PMID 2172775.
- Chang AC, Ho TF, Chang NC (1990). „In vitro amplification by polymerase chain reaction of a partial gene encoding the third subtype of alpha-2 adrenergic receptor in humans.”. Biochem. Biophys. Res. Commun. 172 (2): 817—23. PMID 2173582. doi:10.1016/0006-291X(90)90748-C.
- JW, Regan; Kobilka TS; Yang-Feng TL (1988). „Cloning and expression of a human kidney cDNA for an alpha 2-adrenergic receptor subtype.”. Proc. Natl. Acad. Sci. U.S.A. 85 (17): 6301—5. PMC 281957 . PMID 2842764. doi:10.1073/pnas.85.17.6301.
- Petrash AC, Bylund DB (1986). „Alpha-2 adrenergic receptor subtypes indicated by [3H]yohimbine binding in human brain.”. Life Sci. 38 (23): 2129—37. PMID 3012234. doi:10.1016/0024-3205(86)90212-2.
- Klein U, Ramirez MT, Kobilka BK, von Zastrow M (1997). „A novel interaction between adrenergic receptors and the alpha-subunit of eukaryotic initiation factor 2B.”. J. Biol. Chem. 272 (31): 19099—102. PMID 9235896. doi:10.1074/jbc.272.31.19099.
- MD, Okusa; Huang L; Momose-Hotokezaka A (1998). „Regulation of adenylyl cyclase in polarized renal epithelial cells by G protein-coupled receptors.”. Am. J. Physiol. 273 (6 Pt 2): F883—91. PMID 9435676.
- Prezeau L, Richman JG, Edwards SW, Limbird LE (1999). „The zeta isoform of 14-3-3 proteins interacts with the third intracellular loop of different alpha2-adrenergic receptor subtypes.”. J. Biol. Chem. 274 (19): 13462—9. PMID 10224112. doi:10.1074/jbc.274.19.13462.
- P, Heinonen; Koulu M; Pesonen U (1999). „Identification of a three-amino acid deletion in the alpha2B-adrenergic receptor that is associated with reduced basal metabolic rate in obese subjects.”. J. Clin. Endocrinol. Metab. 84 (7): 2429—33. PMID 10404816. doi:10.1210/jc.84.7.2429.
- Hein L, Altman JD, Kobilka BK (2000). „Two functionally distinct alpha2-adrenergic receptors regulate sympathetic neurotransmission.”. Nature. 402 (6758): 181—4. PMID 10647009. doi:10.1038/46040.
- Small KM, Brown KM, Forbes SL, Liggett SB (2001). „Polymorphic deletion of three intracellular acidic residues of the alpha 2B-adrenergic receptor decreases G protein-coupled receptor kinase-mediated phosphorylation and desensitization.”. J. Biol. Chem. 276 (7): 4917—22. PMID 11056163. doi:10.1074/jbc.M008118200.
- A, Snapir; Mikkelsson J; Perola M (2003). „Variation in the alpha2B-adrenoceptor gene as a risk factor for prehospital fatal myocardial infarction and sudden cardiac death.”. J. Am. Coll. Cardiol. 41 (2): 190—4. PMID 12535806. doi:10.1016/S0735-1097(02)02702-X.
- GP, Sykiotis; Polyzogopoulou E; Georgopoulos NA (2004). „The alpha2B adrenergic receptor deletion/insertion polymorphism in morbid obesity.”. Clin. Auton. Res. 13 (3): 203—7. PMID 12822042. doi:10.1007/s10286-003-0087-5.
- MA, Chotani; Mitra S; Su BY (2004). „Regulation of alpha(2)-adrenoceptors in human vascular smooth muscle cells.”. Am. J. Physiol. Heart Circ. Physiol. 286 (1): H59—67. PMID 12946937. doi:10.1152/ajpheart.00268.2003.
- F, Von Wowern; Bengtsson K; Lindblad U (2004). „Functional variant in the (alpha)2B adrenoceptor gene, a positional candidate on chromosome 2, associates with hypertension.”. Hypertension. 43 (3): 592—7. PMID 14744925. doi:10.1161/01.HYP.0000116224.51189.80.
- C, Cayla; Heinonen P; Viikari L (2004). „Cloning, characterisation and identification of several polymorphisms in the promoter region of the human alpha2B-adrenergic receptor gene.”. Biochem. Pharmacol. 67 (3): 469—78. PMID 15037199. doi:10.1016/j.bcp.2003.09.029.
- DA, Phares; Halverstadt AA; Shuldiner AR (2004). „Association between body fat response to exercise training and multilocus ADR genotypes.”. Obes. Res. 12 (5): 807—15. PMID 15166301. doi:10.1038/oby.2004.97.
- N, Siitonen; Lindström J; Eriksson J (2005). „Association between a deletion/insertion polymorphism in the alpha2B-adrenergic receptor gene and insulin secretion and Type 2 diabetes. The Finnish Diabetes Prevention Study.”. Diabetologia. 47 (8): 1416—24. PMID 15309292. doi:10.1007/s00125-004-1462-z.
- I, Belfer; Buzas B; Hipp H (2005). „Haplotype-based analysis of alpha 2A, 2B, and 2C adrenergic receptor genes captures information on common functional loci at each gene.”. J. Hum. Genet. 50 (1): 12—20. PMID 15592690. doi:10.1007/s10038-004-0211-y.

## Spoljašnje veze
- „α2B-adrenoceptor”. IUPHAR Database of Receptors and Ion Channels. International Union of Basic and Clinical Pharmacology. Архивирано из оригинала 05. 03. 2016. г.